# Shape Shifter
Shape Shifter è un album in studio dei Santana pubblicato nel 2012 da Starfaith Records.

## Il disco
L'album è dedicato ai nativi americani, raffigurati nella copertina.
Nell'album, composto da 13 canzoni tutte strumentali eccetto "Eres La Luz", troviamo tra le altre "Mr. Szabo" omaggio a Gabor Szabo, chitarrista ungherese che influenzò il suono del chitarrista messicano, "Dom"  cover di un brano di Touré Kunda e "Canela"  scritta con il figlio Salvador Santana.
L'album raggiunge la seconda posizione in Ungheria e l'ottava in Svizzera.

## Tracce
1. Shape Shifter – 6:15
2. Dom – 3:51
3. Nomad – 4:48
4. Metatron – 2:38
5. Angelica Faith – 5:02
6. Never the Same Again – 5:01
7. In the Light of a New Day – 5:06
8. Spark of the Divine – 1:02
9. Macumba in Budapest – 4:00
10. Mr. Szabo – 6:19
11. Eres La Luz – 4:50
12. Canela – 5:22
13. Ah, Sweet Dancer – 3:08

## Formazione
- Carlos Santana - chitarra
- Salvador Santana - pianoforte
- Chester Thompson - tastiere
- Andy Vargas - voce
- Tony Lindsay - voce
- Dennis Chambers - batteria
- Raul Rekow - congas
- Benny Rietveld - basso
- Karl Perazzo - percussioni